# 중국철도 중화지성
중국철도 중화지성(중국어: 中华之星) 또는 DJJ2 또는 차이나 스타(영어: China Star)는 중화인민공화국의 시범 고속열차 차량으로 CRRC 정저우 기관차, CRRC 다퉁 기관차, CRRC 창춘 철도 차량, CRRC 칭다오 철도 차량에서 제조되었다. 

## 개요
2002년에 최초로 도입되었다. 최고 영업 속도는 270km/h로 주행이 가능하도록 설계가 되었고 726명의 승객을 수용이 가능하다. 2002년에 친황도-선양 고속철도에서 최고 영업 속도 321km/h를 달성했다. 그러나 신호 시스템의 불일치와 전기 시스템 및 브레이크 시스템의 치명적인 결함으로 인해 상용화가 지연되었다가 2005년에 운용을 시작했으나 결함 문제로 2006년 8월에 운행이 중단되었다. 운행 중단 이후 일부는 폐차되었고 현재는 중국철도박물관에 전시하고 있다.

## 같이 보기
- 중국철도 DJJ1